# FIA Super 2000
La réglementation FIA Super 2000 ou S2000 (voitures de production modifiées 2 000 cm³) se rapporte aux voitures dont la motorisation est inférieure à 2000 cm³, et qui sont pourvues de divers kits, homologués par les constructeurs, permettant de modifier le modèle de série.
Contrairement à la grande majorité des voitures de la classe N4 comme les Mitsubishi ou Subaru, les S2000 possèdent des moteurs atmosphériques, c'est-à-dire sans turbo. La catégorie Super 2000 est présente en IRC et constitue d'ailleurs la catégorie reine, mais on les retrouve aussi en championnat du monde dans la coupe S-WRC ou dans tous les championnats nationaux. Le championnat d'Italie des rallyes, par exemple, leur est d'ailleurs réservé, les autos WRC n'y étant pas admises. Les modèles Super 2000 rallye sont équipés d'une transmission intégrale, y compris si le modèle de série n'en possède pas.
La première apparition d'une Super 2000, dite S2000, en France s'est effectuée durant le rallye d'Antibes 2006 avec la première apparition officielle de la Peugeot 207 S2000 en ouverture du rallye.
Au Rallye du Condroz-Huy 2006 (Belgique) était présente pour la première fois sur le territoire Européen la Volkswagen Polo S2000 en condition de course, courant d'habitude pour le championnat Sud Africain. Enfin, la nouvelle Fiat Grande Punto Abarth Super 2000 a remporté pour sa première année de compétition le championnat d'Europe des rallyes FIA.
En championnat de France des rallyes, les Super 2000 entrent dans la classe A7S, dérivée de la classe A7.

## Exemples de S2000

### Rallye
- Ford Fiesta Super 2000 (A7S)
- Škoda Fabia S2000 (A7S)
- Peugeot 207 Super 2000 (A7S)

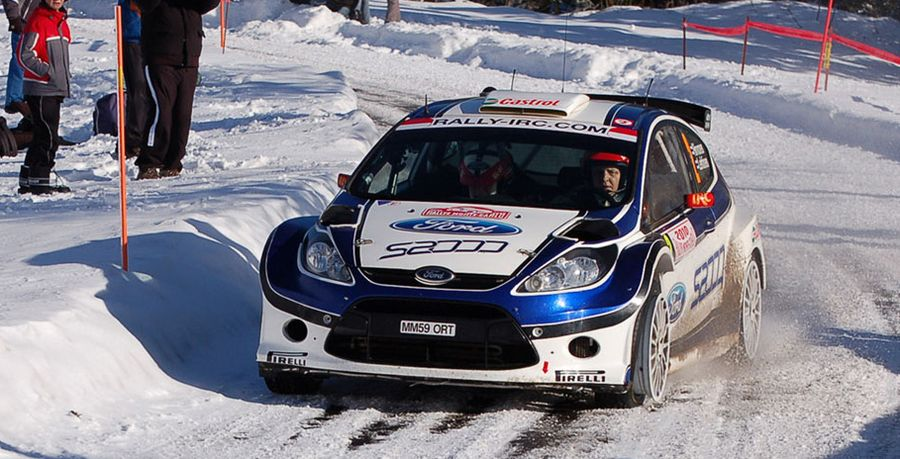
Fiesta S2000 au Monte-Carlo 2010.

- Proton Satria Neo Super 2000 (A7S)
- Fiat Grande Punto Abarth S2000 (A7S)
- Toyota Corolla Super 2000 (A7S)
- Volkswagen Polo Super 2000 (A7S)

### Circuit
- Alfa Romeo 156 Super 2000
- BMW 320si Super 2000
- Chevrolet Nubira Super 2000
- Honda Accord Super 2000
- Seat León Super 2000